# Inga ingoides
Inga ingoides là một loài thực vật có hoa trong họ Đậu. Loài này được (Rich.) Willd. miêu tả khoa học đầu tiên.